# Championnats d'Europe d'haltérophilie 2018
Navigation
Édition précédente Édition suivante
Les Championnats d'Europe d'haltérophilie 2018 ont lieu à Bucarest en Roumanie du 26 mars 2018 au 1er avril 2018.

## Podiums

### Hommes
| Épreuve  |             | Or                           | Or     | Argent                        | Argent | Bronze                           | Bronze |
| – 56 kg  | Arraché     | Josué Brachi Espagne         | 116 kg | Mirco Scarantino Italie       | 115 kg | Goderdzi Berdelidze Géorgie      | 112 kg |
| – 56 kg  | Épaulé-Jeté | Mirco Scarantino Italie      | 138 kg | Josué Brachi Espagne          | 138 kg | Ilie-Constantin Ciotoiu Roumanie | 137 kg |
| – 56 kg  | Total       | Josué Brachi Espagne         | 254 kg | Mirco Scarantino Italie       | 253 kg | Ilie-Constantin Ciotoiu Roumanie | 247 kg |
| – 62 kg  | Arraché     | Stilyan Grozdev Bulgarie     | 135 kg | Shota Mishvelidze Géorgie     | 134 kg | Vladimir Urumov Bulgarie         | 130 kg |
| – 62 kg  | Épaulé-Jeté | Shota Mishvelidze Géorgie    | 165 kg | Stilyan Grozdev Bulgarie      | 158 kg | Ionuț Ilie Roumanie              | 154 kg |
| – 62 kg  | Total       | Shota Mishvelidze Géorgie    | 299 kg | Stilyan Grozdev Bulgarie      | 293 kg | Ionuț Ilie Roumanie              | 283 kg |
| – 69 kg  | Arraché     | Briken Calja Albanie         | 146 kg | Mirko Zanni Italie            | 143 kg | David Sánchez Espagne            | 141 kg |
| – 69 kg  | Épaulé-Jeté | Briken Calja Albanie         | 175 kg | Paul Dumitrascu Roumanie      | 174 kg | Robert Joachim Allemagne         | 173 kg |
| – 69 kg  | Total       | Briken Calja Albanie         | 321 kg | Robert Joachim Allemagne      | 311 kg | David Sánchez Espagne            | 309 kg |
| – 77 kg  | Arraché     | Răzvan Martin Roumanie       | 158 kg | Andrés Mata Espagne           | 157 kg | Ritvars Suharevs Lettonie        | 156 kg |
| – 77 kg  | Épaulé-Jeté | Nico Müller Allemagne        | 191 kg | Răzvan Martin Roumanie        | 185 kg | Andrés Mata Espagne              | 185 kg |
| – 77 kg  | Total       | Nico Müller Allemagne        | 346 kg | Răzvan Martin Roumanie        | 343 kg | Andrés Mata Espagne              | 342 kg |
| – 85 kg  | Arraché     | Revaz Davitadze Géorgie      | 163 kg | Kacper Kłos Pologne           | 153 kg | Alberto Fernández Espagne        | 150 kg |
| – 85 kg  | Épaulé-Jeté | Brandon Vautard France       | 191 kg | Revaz Davitadze Géorgie       | 190 kg | Kacper Kłos Pologne              | 189 kg |
| – 85 kg  | Total       | Revaz Davitadze Géorgie      | 353 kg | Kacper Kłos Pologne           | 342 kg | Brandon Vautard France           | 335 kg |
| – 94 kg  | Arraché     | Zygimantas Stanulis Lituanie | 172 kg | Nicolae Onică Roumanie        | 171 kg | Łukasz Grela Pologne             | 169 kg |
| – 94 kg  | Épaulé-Jeté | Nicolae Onică Roumanie       | 210 kg | Zygimantas Stanulis Lituanie  | 202 kg | Vadims Koževņikovs Lettonie      | 198 kg |
| – 94 kg  | Total       | Nicolae Onică Roumanie       | 381 kg | Zygimantas Stanulis Lituanie  | 374 kg | Łukasz Grela Pologne             | 357 kg |
| – 105 kg | Arraché     | Sargis Martirosjan Autriche  | 182 kg | Georgi Shikov Bulgarie        | 176 kg | Arkadiusz Michalski Autriche     | 175 kg |
| – 105 kg | Épaulé-Jeté | Arkadiusz Michalski Autriche | 221 kg | Georgi Shikov Bulgarie        | 212 kg | Matej Kováč Slovénie             | 206 kg |
| – 105 kg | Total       | Arkadiusz Michalski Autriche | 396 kg | Georgi Shikov Bulgarie        | 388 kg | Sargis Martirosjan Autriche      | 384 kg |
| + 105 kg | Arraché     | Lasha Talakhadze Géorgie     | 210 kg | Irakli Turmanidze Géorgie     | 192 kg | Péter Nagy Hongrie               | 191 kg |
| + 105 kg | Épaulé-Jeté | Lasha Talakhadze Géorgie     | 247 kg | Jiří Orság République tchèque | 236 kg | Kamil Kučera République tchèque  | 226 kg |
| + 105 kg | Total       | Lasha Talakhadze Géorgie     | 457 kg | Jiří Orság République tchèque | 417 kg | Péter Nagy Hongrie               | 416 kg |

### Femmes
| Épreuve |             | Or                              | Or     | Argent                          | Argent | Bronze                        | Bronze |
| – 48 kg | Arraché     | Elena Andrieș Roumanie          | 79 kg  | Anaïs Michel France             | 78 kg  | Genny Pagliaro Italie         | 74 kg  |
| – 48 kg | Épaulé-Jeté | Elena Andrieș Roumanie          | 100 kg | Anaïs Michel France             | 96 kg  | Daniela Pandova Bulgarie      | 94 kg  |
| – 48 kg | Total       | Elena Andrieș Roumanie          | 179 kg | Anaïs Michel France             | 174 kg | Daniela Pandova Bulgarie      | 165 kg |
| – 53 kg | Arraché     | Joanna Łochowska Pologne        | 88 kg  | Jennifer Lombardo Italie        | 84 kg  | Manon Lorentz France          | 83 kg  |
| – 53 kg | Épaulé-Jeté | Joanna Łochowska Pologne        | 108 kg | Jennifer Lombardo Italie        | 107 kg | Giorgia Russo Italie          | 106 kg |
| – 53 kg | Total       | Joanna Łochowska Pologne        | 196 kg | Jennifer Lombardo Italie        | 191 kg | Giorgia Russo Italie          | 186 kg |
| – 58 kg | Arraché     | Rebeka Koha Lettonie            | 100 kg | Andreea Penciu Roumanie         | 88 kg  | Angelica Roos Suède           | 85 kg  |
| – 58 kg | Épaulé-Jeté | Rebeka Koha Lettonie            | 120 kg | Angelica Roos Suède             | 106 kg | Maria Luana Grigoriu Roumanie | 104 kg |
| – 58 kg | Total       | Rebeka Koha Lettonie            | 220 kg | Andreea Penciu Roumanie         | 191 kg | Angelica Roos Suède           | 190 kg |
| – 63 kg | Arraché     | Loredana Toma Roumanie          | 105 kg | Irina Lepșa Roumanie            | 97 kg  | Irene Martínez Roumanie       | 94 kg  |
| – 63 kg | Épaulé-Jeté | Loredana Toma Roumanie          | 131 kg | Irina Lepșa Roumanie            | 122 kg | Anni Vuohijoki Finlande       | 112 kg |
| – 63 kg | Total       | Loredana Toma Roumanie          | 236 kg | Irina Lepșa Roumanie            | 219 kg | Anni Vuohijoki Finlande       | 203 kg |
| – 69 kg | Arraché     | Giorgia Bordignon Italie        | 102 kg | Patricia Strenius Suède         | 99 kg  | Patrycja Piechowiak Pologne   | 98 kg  |
| – 69 kg | Épaulé-Jeté | Patricia Strenius Suède         | 131 kg | Giorgia Bordignon Italie        | 122 kg | Tatia Lortkipanidze Géorgie   | 121 kg |
| – 69 kg | Total       | Patricia Strenius Suède         | 230 kg | Giorgia Bordignon Italie        | 224 kg | Patrycja Piechowiak Pologne   | 215 kg |
| – 75 kg | Arraché     | Lidia Valentín Espagne          | 115 kg | Gaëlle Nayo-Ketchanke France    | 103 kg | Małgorzata Wiejak Pologne     | 101 kg |
| – 75 kg | Épaulé-Jeté | Lidia Valentín Espagne          | 135 kg | Gaëlle Nayo-Ketchanke France    | 131 kg | Meri Ilmarinen Finlande       | 123 kg |
| – 75 kg | Total       | Lidia Valentín Espagne          | 250 kg | Gaëlle Nayo-Ketchanke France    | 234 kg | Meri Ilmarinen Finlande       | 223 kg |
| – 90 kg | Arraché     | Anastasiia Hotfrid Géorgie      | 124 kg | Anna Van Bellinghen Belgique    | 102 kg | Sarah Fischer Autriche        | 101 kg |
| – 90 kg | Épaulé-Jeté | Anastasiia Hotfrid Géorgie      | 132 kg | Kinga Kaczmarczyk Pologne       | 129 kg | Sarah Fischer Autriche        | 125 kg |
| – 90 kg | Total       | Anastasiia Hotfrid Géorgie      | 256 kg | Sarah Fischer Autriche          | 226 kg | Kinga Kaczmarczyk Pologne     | 225 kg |
| + 90 kg | Arraché     | Krisztina Magát Hongrie         | 104 kg | Aleksandra Mierzejewska Pologne | 103 kg | Andreea Aanei Roumanie        | 102 kg |
| + 90 kg | Épaulé-Jeté | Aleksandra Mierzejewska Pologne | 134 kg | Krisztina Magát Hongrie         | 132 kg | Andreea Aanei Roumanie        | 120 kg |
| + 90 kg | Total       | Aleksandra Mierzejewska Pologne | 237 kg | Krisztina Magát Hongrie         | 236 kg | Andreea Aanei Roumanie        | 222 kg |